# Wegscheid

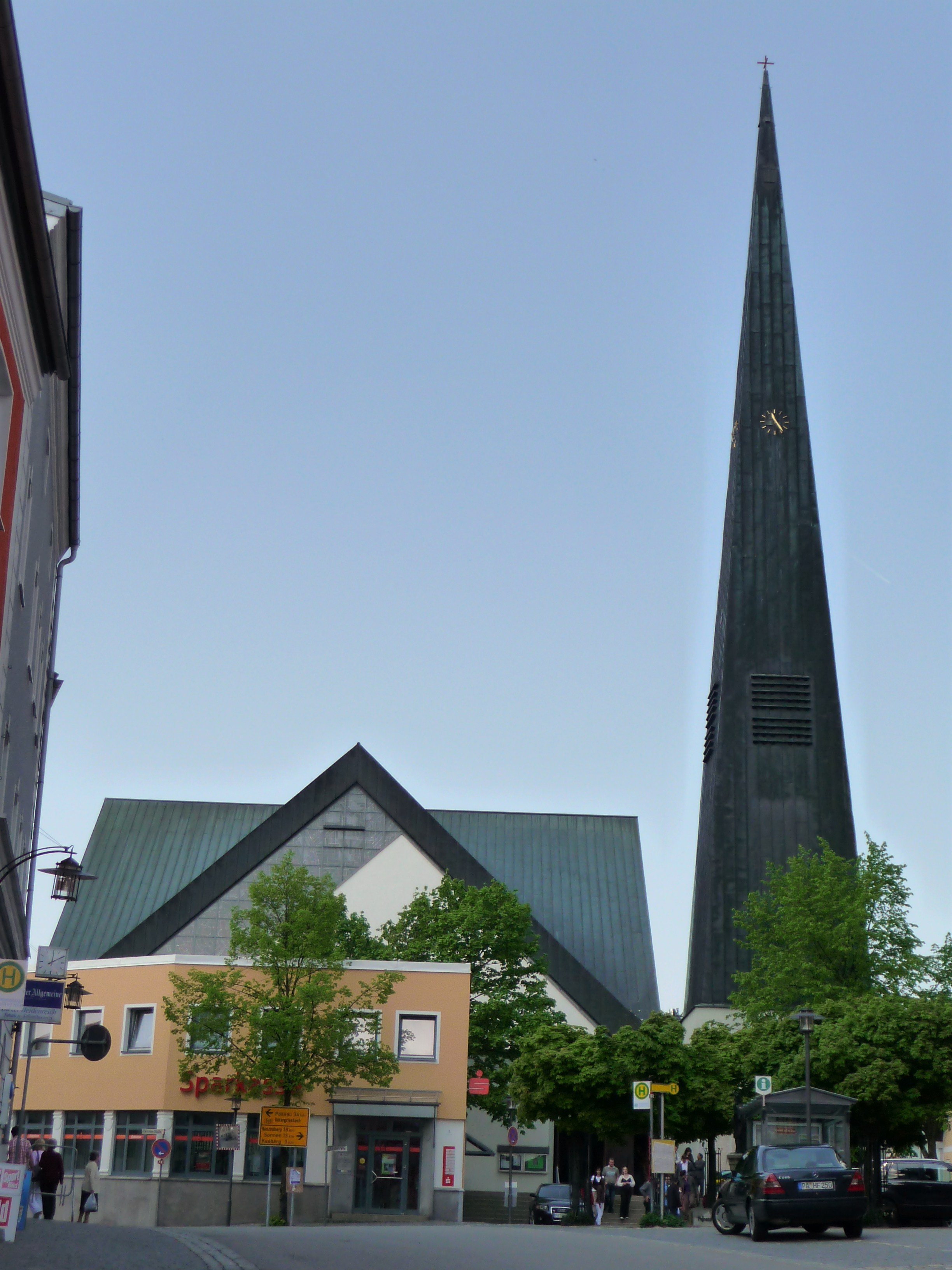
Die Pfarrkirche St. Johannes der Täufer

Wegscheid ist ein Markt im Osten des niederbayerischen Landkreises Passau. Wegscheid grenzt an den oberösterreichischen Bezirk Rohrbach.

## Geographie

### Geographische Lage
Wegscheid liegt in der Region Donau-Wald im südlichen Bayerischen Wald im Landkreis Passau an der österreichischen Grenze und an der B 388, welche ins 33 km entfernte Passau und in Gegenrichtung ins 21 km entfernte Rohrbach (Oberösterreich), Verwaltungssitz des Bezirks Rohrbach, führt. Die Kleinstadt Hauzenberg liegt etwa 17 Kilometer und die Kleinstadt Waldkirchen im benachbarten Landkreis Freyung-Grafenau etwa 24 Kilometer entfernt.
Der Markt in etwa 720 Metern Höhe am Osthang des Ponzaun-Berges bietet als typische Höhensiedlung eine weite Rundsicht.

### Nachbargemeinden
| Sonnen         | Breitenberg                                 |                           |
| Hauzenberg     | Kompassrose, die auf Nachbargemeinden zeigt | Kollerschlag (Österreich) |
| Untergriesbach |                                             | Oberkappel (Österreich)   |

### Gemeindegliederung
Es gibt 84 Gemeindeteile:
- Aiglsöd
- Draxlweg
- Eckwies
- Eidenberg
- Frickenhammer
- Friedrichsberg
- Fronau
- Froschau
- Froschreut
- Furthäusl
- Garmer
- Gossingerreut
- Großrathberg
- Hangerleiten
- Hartmannsreut
- Haslingerhammer
- Heindlmühle
- Hirschenberg
- Hochwinkl
- Hochwurz
- Jägermühle
- Kailing
- Kappel
- Karlhäuser
- Kasberg
- Kasbergerwaid
- Kitzau
- Kleinrathberg
- Kohlstatt
- Kohlwies
- Kramerschlag
- Krennerhäuser
- Lacken
- Lengau
- Maierhof
- Maierstockberg
- Meßnerschlag
- Meßnerschlagerwaide
- Mitterkratzen
- Mitterwasser
- Monigottsöd
- Möslberg
- Mühldemmelberg
- Niederwegscheid
- Obermühle
- Oppenberg
- Pölzöd
- Pommeislhammer
- Ponholz
- Puffermühle
- Pufferwies
- Rablhäuser
- Rannahof
- Rannasäge
- Raschmühl
- Reichartsreut
- Richtermühle
- Riendlhäuser
- Rosenau
- Sägwies
- Schabenkasing
- Schlatthäusl
- Schlattlmühle
- Schlehreut
- Schönau
- Sperlbrunn
- Steinbachhäusl
- Steindlberg
- Steinmühl
- Stiermühl
- Stinglwiese
- Stüblhäuser
- Thalberg
- Thurnreuth
- Tumpenberg
- Waldlmühle
- Wasserstatt
- Wegscheid
- Wildenranna
- Winklhammer
- Wippling
- Wührhügel
- Wüstenberg
- Zaunmühle

Es gibt acht Gemarkungen:
- Eidenberg
- Kasberg
- Meßnerschlag
- Möslberg
- Thalberg
- Thurnreuth
- Wegscheid
- Wildenranna

## Geschichte

### Bis zum 19. Jahrhundert
Wegscheid wurde an einem wichtigen Handelsweg von Passau nach dem südlichen Böhmen gegründet. Wegisceda (1130) erhielt seinen Namen von den drei hier beginnenden Abzweigungen. Vermutlich war bereits damals eine Pfarrei vorhanden.
Am 16. September 1360 erhob der Passauer Bischof Gottfried den Ort zum Markt. Das bedeutete, dass die Bürger von Wegscheid mit Vieh, Getreide, Holz usw. Handel treiben durften. Bischof Georg von Hohenlohe gab im Freiheitsbrief von 1404 dem Markt das Recht, an jedem Montag einen Wochenmarkt abzuhalten, 1497 kam ein Jahrmarkt dazu.
In den Jahren 1649 und 1650 suchte die Pest Wegscheid heim, 1655 zerstörte ein Brand 40 der 67 Häuser, darunter auch die Kirche und das Pflegamt.
Das ehemalige Pfleggericht des Hochstiftes Passau wurde 1803 mit dem größten Teil des hochstiftischen Gebietes zugunsten Ferdinands von Toskana säkularisiert und fiel erst 1805 an Bayern. Im Zuge der Verwaltungsreformen in Bayern entstanden 1806 bis 1818 an Stelle des Pflegamts das Landgericht und die heutige Gemeinde Wegscheid.
Im Jahre 1808 zählte Wegscheid 123 Anwesen, darunter nicht weniger als 59 Webergerechtigkeiten. Bis Mitte des 19. Jahrhunderts blühte die Leinenweberei in Form von Heimarbeit. Die Rohstoffbeschaffung und den Absatz besorgten sogenannte Verleger. Hergestellt wurden Kissen, Bordürenröcke, Teppiche, Damasttücher und Madrastücher. Der bedeutendste Verleger Fenzl beschäftigte von 1820 bis 1907 zeitweise 700 bis 800 Weber in Wegscheid und Umgebung.
Seit 1830 hatte der Schmuggel, das sogenannte „Schwärzen“ über die Grenze eine große Bedeutung. Er wurde begünstigt durch das hohe Preisgefälle zum nahen Mühlviertel einerseits und durch hohe Einfuhrzölle nach Bayern andererseits.
Ab etwa 1870 brachte die Massenproduktion der Fabriken die Heimweberei immer mehr in Bedrängnis. Im Jahre 1904 wurde die Webereigenossenschaft Wegscheid gegründet, der 1934/1935 63 Mitglieder angehörten. Noch bis zum Winter 1941 stellte die Webereigenossenschaft rund 60.000 Meter Leinen für die Wehrmacht her. Ende 1956 erhielten noch 40 Mitglieder Aufträge, ein Jahr später nur noch 20.

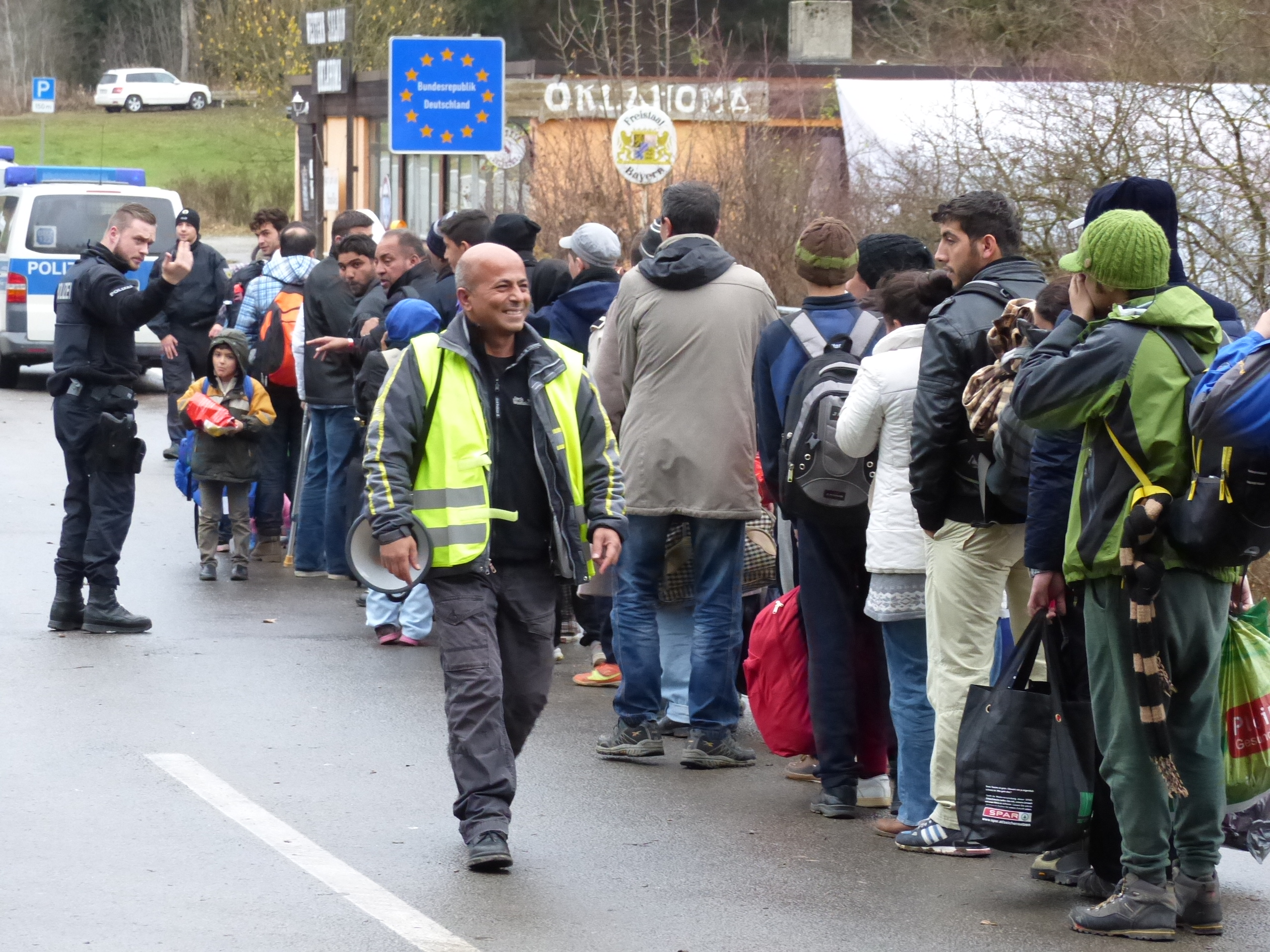
Flüchtlinge beim Grenzübertritt am 17. November 2015

Das Landgericht Wegscheid wurde 1862 in Bezirksamt umbenannt. Im Jahre 1880 wurde es aufgelöst, 1888 aber wieder eingerichtet.

### 20. und 21. Jahrhundert
Am 1. Dezember 1912 erhielt Wegscheid mit der Bahnstrecke Erlau–Wegscheid, einer Zahnradbahn, einen Bahnanschluss. Am 28. Januar 1965 wurde der Streckenteil nach Wegscheid stillgelegt. Der aus dem Bezirksamt hervorgegangene ehemalige Landkreis Wegscheid wurde im Rahmen der Gebietsreform am 1. Juli 1972 dem Landkreis Passau zugeschlagen. Der Markt Wegscheid war einer der wenigen Kreishauptorte in Deutschland, die als Sitz des Landratsamtes keine Stadtrechte besaßen.
Im Herbst 2015 wurde Wegscheid aufgrund der Grenzlage zu Österreich ein Brennpunkt der Flüchtlingskrise in Deutschland 2015.

### Eingemeindungen
Am 1. Januar 1972 wurden die Gemeinden Kasberg, Meßnerschlag und Möslberg eingegliedert. Am 1. Juli 1972 kamen Eidenberg, Thalberg und Thurnreuth hinzu. Wildenranna folgte am 1. Mai 1978.

### Einwohnerentwicklung
Zwischen 1988 und 2018 erhöhte sich die Einwohnerzahl lediglich von 5463 auf 5501 um 38 Einwohner bzw. um 0,7 %.
| Jahr | Einwohner |
| ---- | --------- |
| 1961 | 4925      |
| 1970 | 5135      |
| 1987 | 5393      |
| 1991 | 5615      |
| 1995 | 5680      |
| 2000 | 5705      |
| 2005 | 5793      |
| 2010 | 5587      |
| 2015 | 5579      |

## Politik

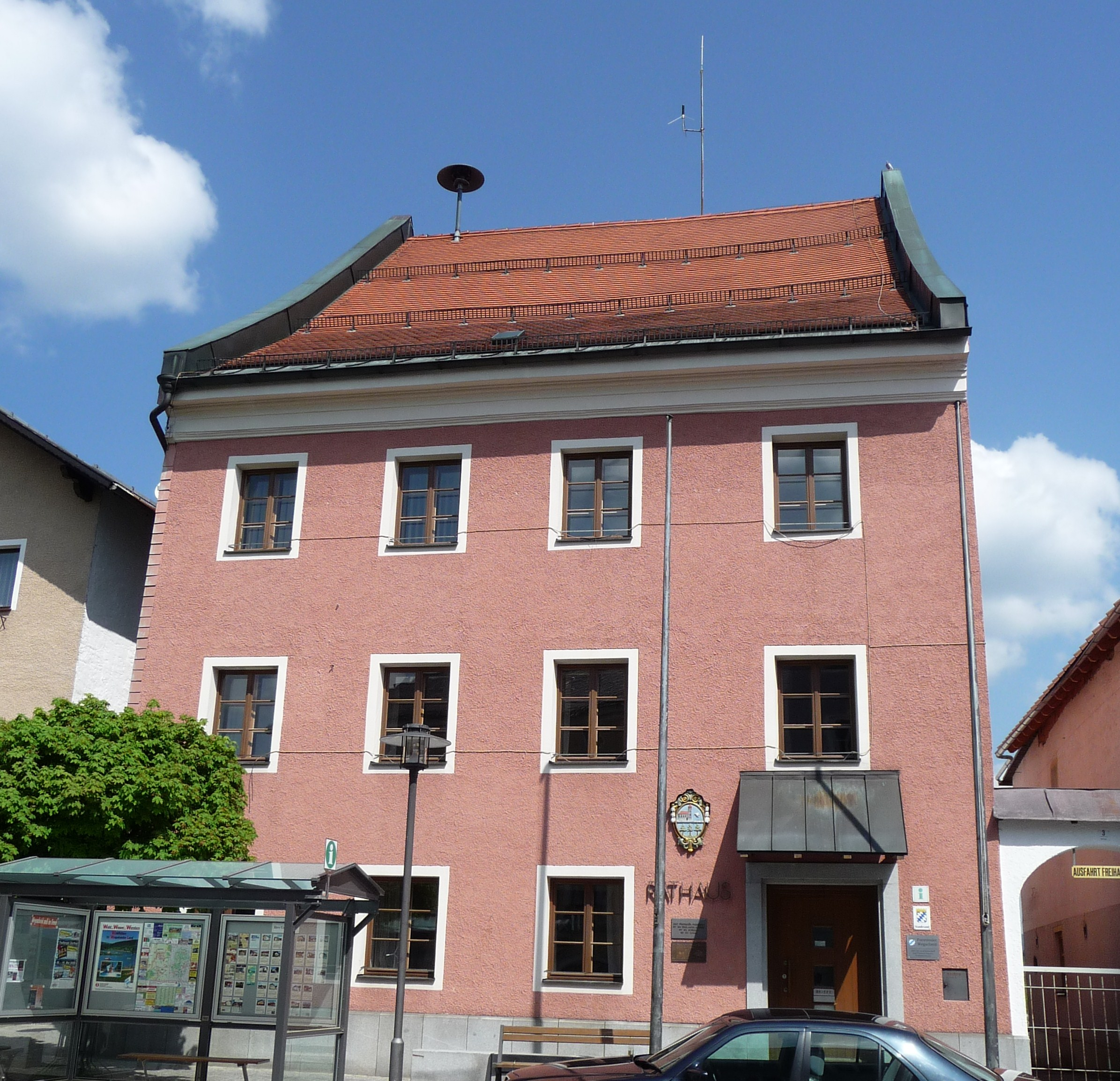
Das Rathaus von Wegscheid

### Marktgemeinderat
Der Marktgemeinderat besteht aus dem Ersten Bürgermeister und 20 Gemeinderatsmitgliedern. Entsprechend den Ergebnissen der Gemeinderatswahl 2020 werden die Marktgemeinderatsmitglieder seit 1. Mai 2020 wie folgt gestellt:
- CSU: 9 Sitze (42,42 % der Stimmen)
- FWG: 4 Sitze (19,61 % der Stimmen)
- Bürgerunion Wegscheid: 3 Sitze (15,47 % der Stimmen)
- Junge Liste: 2 Sitze (11,78 % der Stimmen)
- Thurnreuther Liste: 2 Sitze (10,73 % der Stimmen)

### Bürgermeister
Von 1. Mai 2020 bis zu seinem Tod am 4. Februar 2023 war Lothar Venus (CSU/Bürgerunion Wegscheid/Junge Liste Wegscheid) berufsmäßiger Erster Bürgermeister. Er wurde am 15. März 2020 mit 79,4 % Stimmenanteil zum Nachfolger des seit Mai 2002 amtierenden Josef Lamperstorfer (CSU/Bürgerunion) gewählt.

### Wappen
|                 | Blasonierung: „In Blau ein silberner Balken, darauf stehend eine eintürmige silberne Kirche mit roten Dächern, auf die von links eine silberne Taube mit einem goldenen Scheit im Schnabel zufliegt; unten auf grünem Boden drei grüne Nadelbäume.“ |
| Seit etwa 1800. | |

### ILE Abteiland
Die Gemeinde ist Mitglied der im April 2011 von 11 Kommunen gegründeten Arbeitsgemeinschaft „Integrierte Ländliche Entwicklung Abteiland“ (ILE Abteiland), deren Motto es ist, den Natur-, Kultur- und Wirtschaftsraum Abteiland als lebenswerte Heimat zu erhalten und zu gestalten.

## Kultur und Sehenswürdigkeiten

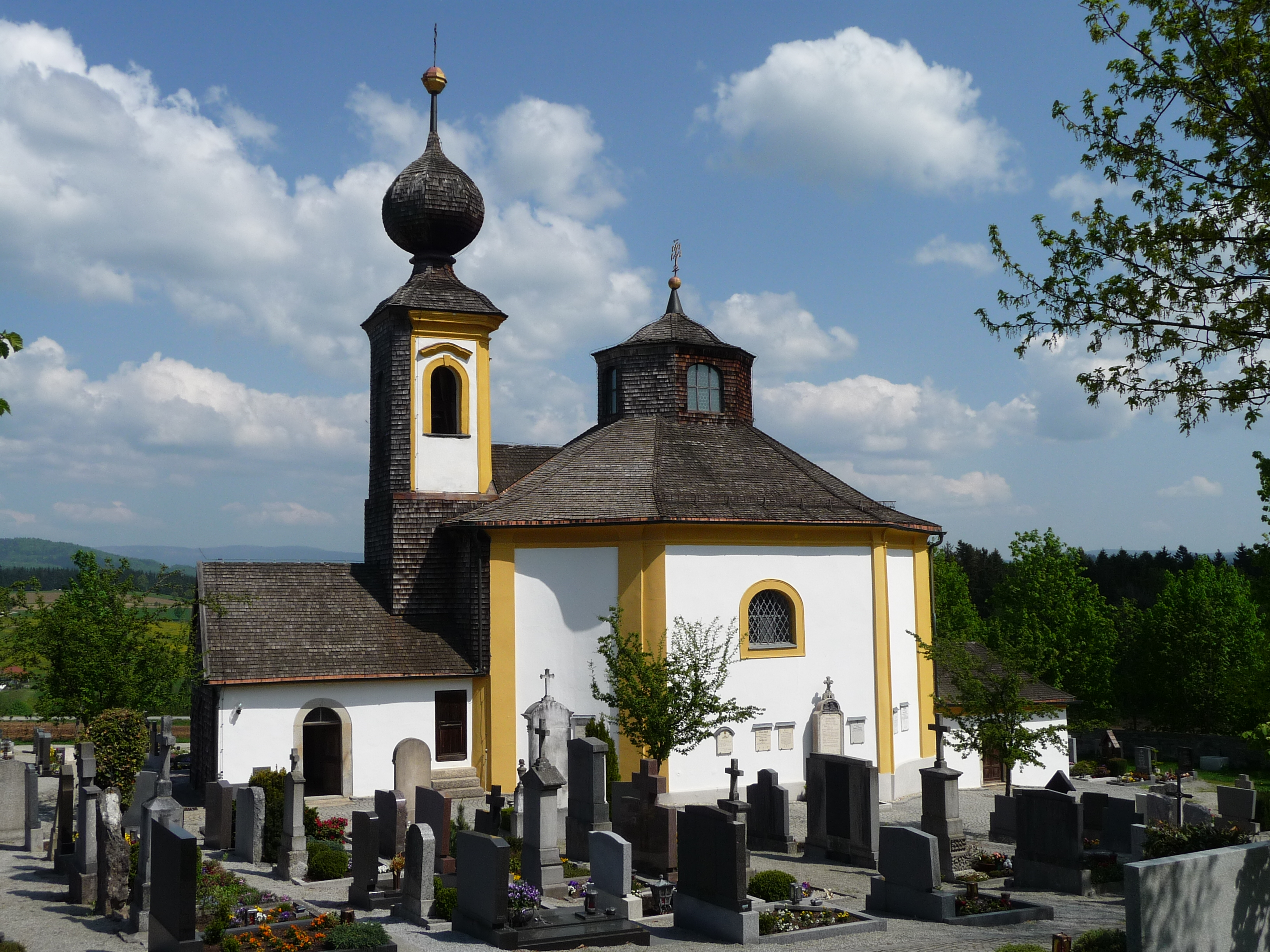
Die Friedhofskirche St. Anna

- Die Pfarrkirche St. Johannes der Täufer wurde 1967 bis 1969 von dem Burghauser Architekten Karl-Heinz Limpert errichtet. Ihre Ausstattung besorgte Wolf Hirtreiter.
- Die Friedhofskirche St. Anna ist ein spätbarocker Zentralbau von 1716. Ihr Baumeister ist der Passauer Jakob Pawanger. Auch die Ausstattung stammt aus der Barockzeit.
- Es gibt in der Gemeinde noch zwei Handwebereien sowie eine Tapisserie.

## Wirtschaft und Infrastruktur

Gemeindeteil Lacken

### Wirtschaft einschließlich Land- und Forstwirtschaft
2017 gab es in der Gemeinde 1350 sozialversicherungspflichtige Arbeitsplätze. Von der Wohnbevölkerung standen 2240 Personen in einem versicherungspflichtigen Beschäftigungsverhältnis. Damit war die Zahl der Auspendler um 890 Personen größer als die der Einpendler. 50 Einwohner waren arbeitslos. 2016 gab es 122 landwirtschaftliche Betriebe. Von der Gemeindefläche waren 3172 Hektar landwirtschaftlich genutzt.

### Verkehr
Durch die Gemeinde führt die Bundesstraße 388 vom Grenzübergang nach Passau.
Von 1912 bis 1973 war der Ort Endpunkt der Bahnstrecke Erlau–Wegscheid.

### Bildung
In Wegscheid gibt es folgende Einrichtungen:
- Vier Kindertageseinrichtungen mit 201 genehmigten Plätzen und 188 Kindern (Stand 1. März 2018)
- Adalbert-Stifter-Grundschule mit zehn Lehrkräften und 175 Schülern (Schuljahr 2018/19)[10]

### Vereine
In Wegscheid gibt es eine Vielzahl an Vereinen, die von Ehrenamtlichen und Freiwilligen betrieben werden. Beispiele sind:
- Wasserwacht Wildenranna
- Veteranen- und Kriegerverein Wild
- Verein der Freunde und Förderer des Krankenhauses Wegscheid e. V.
- TSV Wegscheid
- Soldaten- und Kriegerverein Wegscheid
- Bezirksfischereiverein Wegscheid

## Persönlichkeiten
- Peter Kagerbauer (1808–1873), österreichischer Jurist, Mitglied der Frankfurter Nationalversammlung
- Gustav Häring (1927–2019), Verwaltungsjurist, von 1983 bis 1987 Polizeipräsident von München
- Michael Uhrmann (* 1978), Skispringer
- Robert Zillner (* 1985), Fußballprofi, begann seine Laufbahn beim TSV Wegscheid
- Nico Grimbs (* 2004), Fußballprofi, begann seine Laufbahn beim TSV Wegscheid